# غدة تحت اللسان
الغدة تحت اللسان (بالإنجليزية: Sublingual gland)‏ إحدى الغدد اللعابية، تقع إلى الأمام من الغدة تحت الفك السفلي تحت اللسان وذلك إلى العمق من الغشاء المخاطي لأرضية الفم.
هي تعد الأصغر بين الغدد اللعابية الأساسية والوحيدة الغير محاطة بكابسولة. وتفرز من 3 - 5 % من كمية اللعاب المفرزة داخل الفم.
تستقر تحت الغشاء المخاطي في الثلم السنخي اللساني. وهي صغيرة مضغوطة من الأنسي إلى الوحشي. وزنها 3 غم ولونها أبيض وردي. يعتبر لها وجهان وحشي وأنسي وحافتان علوية وسفلية، ونهايتان أمامية وخلفية. للغدة (15-35) قناة مفرغة أكبرها تدعى بقناة الغدة تحت اللسان التي تنشأ من منتصف وجهها الأنسي وتسير مع قناة وارطون وتنفتح في وحشيها في ذروة الحليمة تحت اللسان.

## حدود الغدة
```
[
5
]
```

الوجه الوحشي: يناسب الحفرة تحت اللسان من الفك السفلي والعضلة الضرسية اللامية.
الوجه الأنسي: يناسب العضلتين الذقنية اللسانية واللسانية السفلية والعصب اللساني وقناة وارطون.
الحافة السفلية: تشغل الزاوية الكائنة بين العضلتين الذقنية اللسانية والضرسية اللامية.
الحافة العلوية: مستورة بالغشاء المخاطي من الثلم السنخي اللساني.
النهاية الأمامية: تلتقي خلف ارتفاق الذقن مع غدة الطرف المقابل.
النهاية الخلفية: تلتقي بالغدة تحت الفك باستطالتها الأمامية.

## عروق الغدة تحت اللسان وأعصابها
```
[
5
]
```

تروى بالشريان اللساني (lingual artery). وتنصب أوردتها في الأوردة اللسانية. وينصب بلغمها في العقد تحت الفك. وتأتيها أعصاب من العقدة تحت اللسان ومن حبل الطبل بواسطة العصب اللساني.

### معرض صور

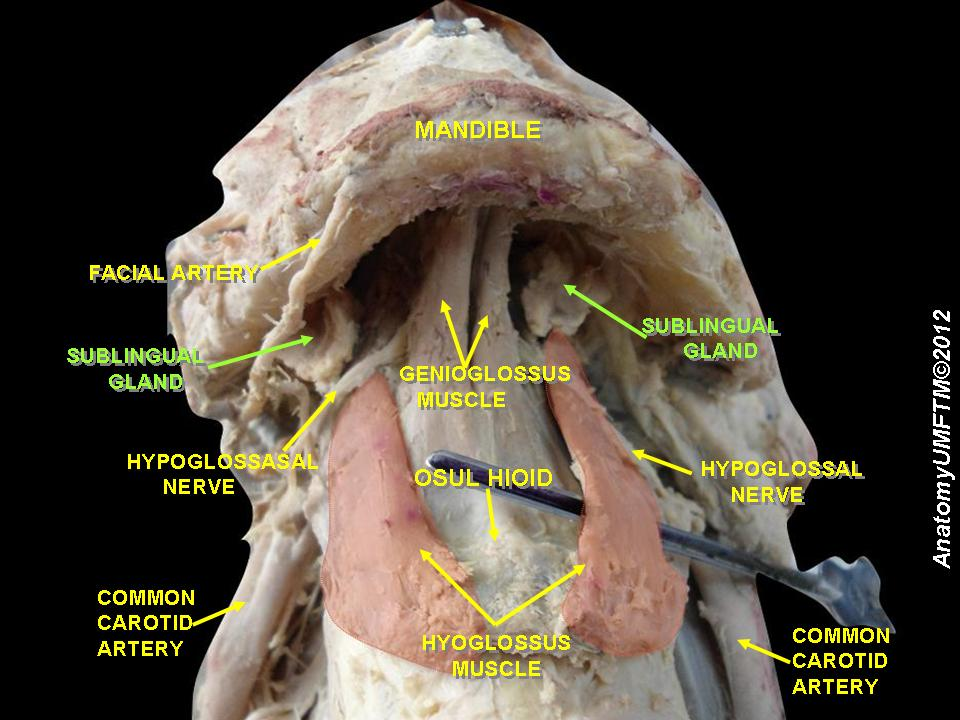
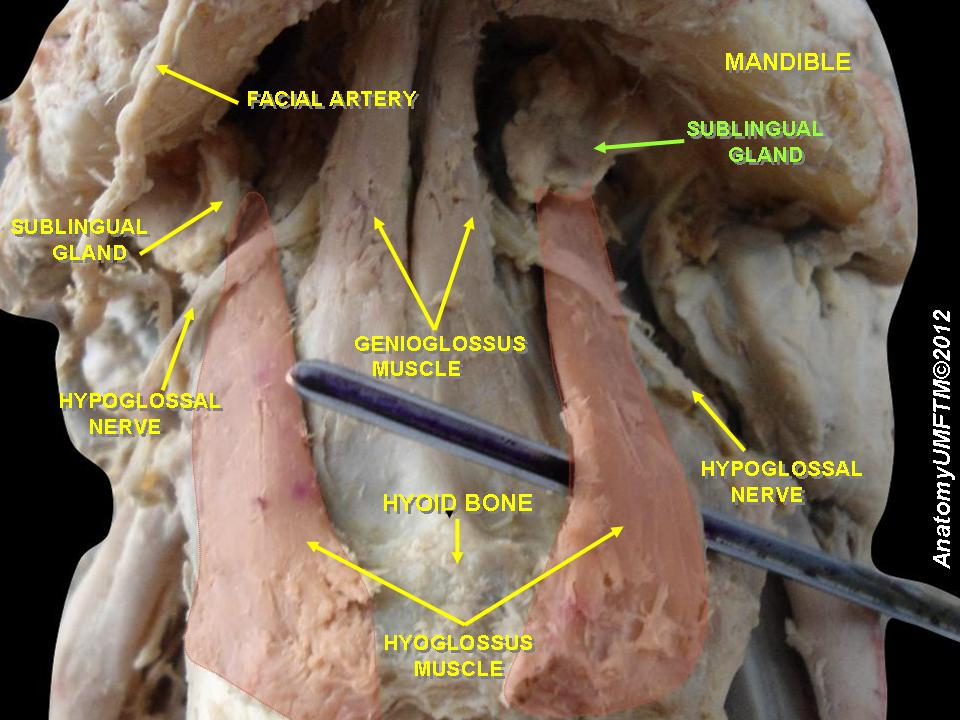
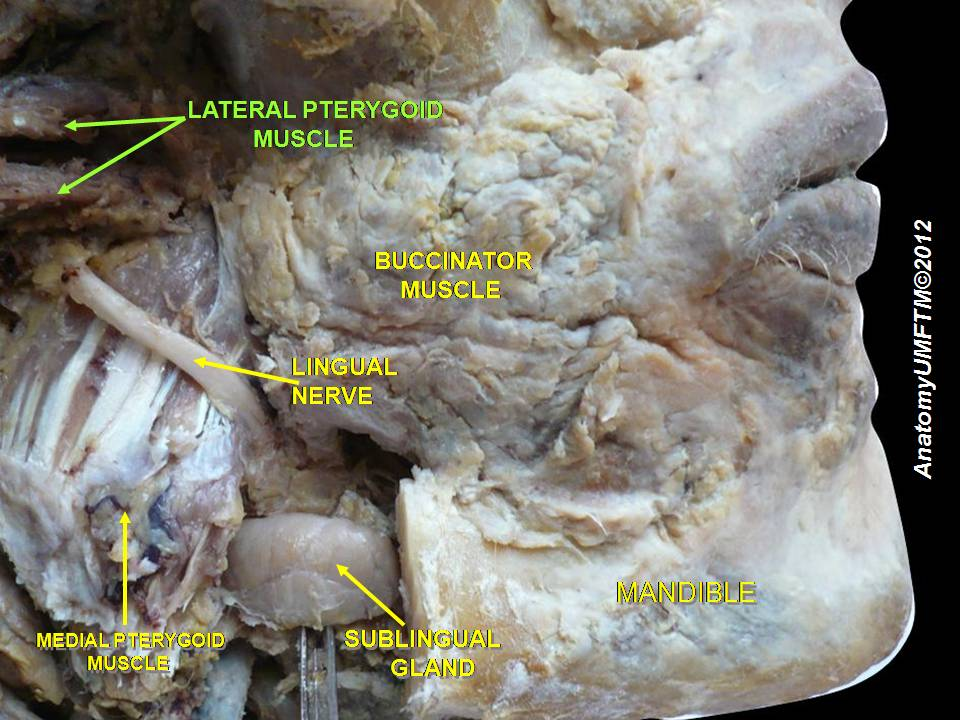
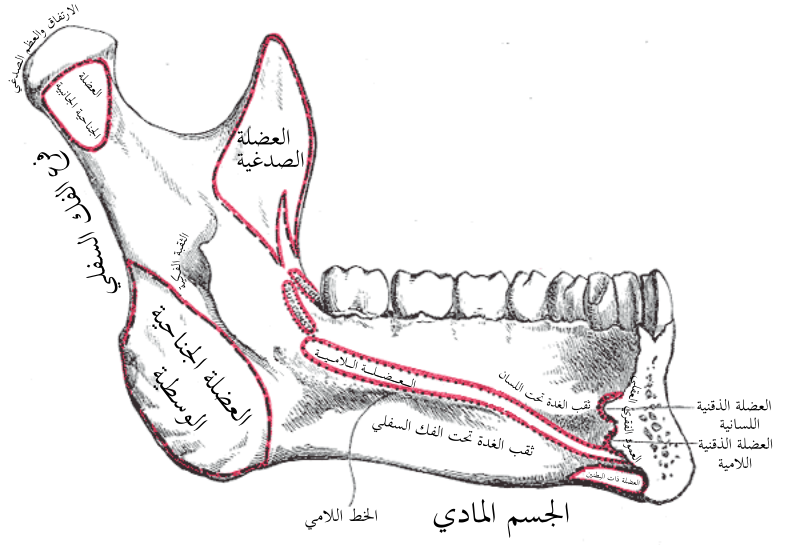